# Walt Ader
Walter Ader (Long Valley, New Jersey, 1912. december 15. – Califon, New Jersey, 1982. november 25.) amerikai autóversenyző.

## Pályafutása
1936-tól versenyzett és hamar ki is tűnt tehetsége, mivel ez évben rögtön megnyerte a GSRA (Garden State Auto Racing Assotiation) által kiírt AAA Big Car bajnokságot egy Ford- Riley Sprint Carral. 1939-ben az Union Speedway bajnokságán indult, ahol 10 futam alatt két harmadik helyet szerzett. 1941-ben az AAA keleti csoportjában harmadikként végzett.

### Sprint Car-évek
A második világháború után magasabb kategóriába tért át. Versenyzett továbbra is a Sprint Car kategóriában, ahol a nehéz Williams Grovei CRA versenyen győzni tudott, majd Reading-ben is. Indult még ebben az AAA által kiirt Sprint Car Nemzeti Bajnokságban is ahol még Lakewoodban és a North Carolina State Fairgrundson is nyerni tudott. Későbbiekben (47-48) indult még a Keleti és Közép-nyugati bajnokságban, ahol több jó eredményt elért.

### Champ Car
Mivel a nyitó szezont a háború után a "sprint"esekkel együtt kezdték, így Walt hamarosan Champ Car győztes lett. Ebben az évben a bajnokság 6. helyén zárt 3 győzelemmel. A következő évet már rendes rendszerben bonyolították le. Az Indy 500-ra nevezett egy Olson géppel, de nem jutott az indulók közé. Viszont Lakewoodban nyert egy Adams versenyautóval. A következő év nem volt túl szerencsés hiszen az Indy 500 alatt meghalt a csapatfőnöke és így nem is indult el.
Utoljára 1950-es szezonban próbálkozott a Samson csapat Rae versenyautójával, amivel a 29. helyre kvalifikálta magát, majd a versenyen a 22. helyen ért célba-15 kör hátránnyal. Ezután még négy versenyen próbálkozott elindulni, de nem sikerült ezért aztán abba is hagyta a versenyzést.